# Sandelia capensis
Sandelia capensis es una especie de pez de la familia Anabantidae endémica de Sudáfrica.